# Línea 2A (Suburbanos Montevideo)
La línea 2A de la red de transporte  suburbano de Montevideo une la terminal Baltasar Brum con la ciudad de Santa Lucía. 

## Características
Fue creada en los años treinta por la Compañía de Ómnibus Canelones Santa Lucía (COCSL). Como muchas otras líneas del departamento de Canelones, su denominación hace referencia a la Seccional 2.ª de Canelones, con asiento en la ciudad hononima. 
En los años ochenta debido al cierre de la mencionada compañía, la línea comenzó a ser operada por la Compañía de Ómnibus de Pando Sociedad Anónima (COPSA).
La única modificación en su recorrido fue en los años noventa, cuando dejó de partir desde la Terminal Goes para comenzar a operar en la Estación Baltasar Brum. Integra el Sistema de Transporte Metropolitano desde el año 2020.

## Recorridos
En su extenso recorrido, circula por distintos barrios de Montevideo, así como también distintas localidades y barrios del departamento de Canelones, como La Paz, Las Piedras, 18 de Mayo, Progreso, Canelones y Santa Lucía.
| Partida Andén 17/18 (Estación Baltasar Brum) - Galicia - República - Cerro Largo - Av. Daniel Fernández Crespo - Avenida de las Leyes - Avenida Agraciada - San Quintín - Avenida Eugenio Garzón - Corredor Garzón - Andén 8 (Terminal Colón) - Cno. Carmelo Colman - Avenida César Mayo Gutiérrez - Avenida José Batlle y Ordóñez - José Artigas (La Paz - Avenida Enrique Pouey - Avenida Artigas - Ruta 5 - Gutiérrez Ruiz - Zelmar Michelini - María Álamo de Suárez - Treinta Y Tres - Cristóbal Cendan - José Batlle Y Ordóñez - Ruta 62 - Ruta 81 - Diego Lamas - Dr. Antonio Legnani - José Batlle (Terminal Santa Lucía). | Retorno (Terminal Santa Lucía) - Rivera - Diego Lamas - Ruta 81 - Ruta 62 - José Batlle Y Ordóñez - María Álamo de Suárez - Zelmar Michelini - Gutiérrez Ruiz - Ruta 5 - Avenida Artigas - Avenida Enrique Pouey - José Artigas - Avenida José Batlle Y Ordóñez - Avenida César Mayo Gutiérrez - Andén 9 (Terminal Colón) - Corredor Garzón - Avenida Eugenio Garzón - José Mármol - José Llupes - Avenida Agraciada - Avenida de las Leyes - Magallanes - Galicia - República - Avenida Uruguay - Ciudadela - Paysandú - Andes - (Estación Baltasar Brum) |

| Partida Andén 17/18 (Estación Baltasar Brum) (Ruta habitual desde Montevideo) - José Batlle Y Ordóñez - Héctor Miranda - Wilson Ferreira - Ruta 11 - Dr. Antonio Legnani - Batlle, Hasta Rivera (Terminal Santa Lucía) | Regreso (Terminal Santa Lucía) - Rivera - Diego Lamas - Ruta 11 - Wilson Ferreira - Ma. Stagnero de Munar - Baltasar Brum - Julio Brunerau - José Batlle Y Ordóñez - M. Álamo de Suárez, continuando por ruta anterior hacia Montevideo. |

| Partida Andén 17/18(Estación Baltasar Brum) (Ruta habitual desde Montevideo) - José Batlle Y Ordóñez - Ruta 5 - Cno. Paso de Los Francos (Ruta 5 Vieja) - Ruta 81 - Diego Lamas - Dr. Antonio Legnani - Batlle, hasta Rivera (Terminal Santa Lucía). | Regreso (Terminal Santa Lucía) - Rivera - Diego Lamas - Ruta 81 - Cno. Paso de Los Francos (Ruta 5 Vieja) - Ruta 5 - José Batlle Y Ordóñez - M. Álamo de Suárez, continuando por ruta habitual hacia Montevideo. |

## Línea directa y semidirecta
El servicio directo y también semidirecto de la línea 2A es un servicio similar que parte desde la Estación Baltasar Brum con la excepción de que circula por el nuevo trazado de la Ruta 5. Se caracteriza por ser un servicio con una menor cantidad de descensos y ascensos en su recorrido. 
| Partida Andén 17/18(Estación Baltasar Brum) - Río Branco - Galicia - General Rondeau - Fausto Aguilar - Jujuy - San Fructuoso - Rambla Baltasar Brum - Accesos de Montevideo Hugo Batalla - Ruta 5 - Gutiérrez Ruiz - Treinta y Tres - Batlle y Ordóñez - Gastón Rosas - Ruta 11 - Doctor Antonio Legnani | Regreso (desde Santa Lucía) - Rivera - Ruta 11 - Gastón Eosas - Baltasar Brum - Batlle y Ordóñez - Rosalino Barrios - Héctor Gutiérrez Ruiz - Ruta 5 - Accesos Hugo Batalla - Rambla Baltasar Brum - San Fructuoso - Mendoza - Paraguay - La Paz - Río Branco |
| Línea 2AD | |